# Стационе ди Цамброне (Вибо Валенција)
Стационе ди Цамброне је насеље у Италији у округу Вибо Валенција, региону Калабрија.
Према процени из 2011. у насељу је живело 35 становника. Насеље се налази на надморској висини од 61 м.